# 松浦弘明
松浦 弘明（まつうら ひろあき、1960年 - ）は、日本の美術史学者。
多摩美術大学教授。2019年4月より大学院美術研究科長。

## 来歴
1979年に開成高校を卒業。
1984年に東京芸術大学美術学部芸術学科を卒業し、その後イタリア政府給費留学生としてフィレンツェ大学に留学した。フィレンツェ洗礼堂のモザイクをはじめ、アッシジ のサン・フランチェスコ聖堂壁画、パドヴァ のスクロヴェーニ礼拝堂 壁画、フィレンツェのブランカッチ礼拝堂 壁画、ヴァティカン のシスティーナ礼拝堂 壁画などの調査、研究を行う。1990年に日本に帰国した。
1991年に東京芸術大学博士後期課程を修了後、マザッチョやボッティチェッリ、レオナルド・ダ・ヴィンチ、ラファエッロ、ミケランジェロなどに関する著書、現代美術や映画、パフォーマンスの作品解説などを発表した。
NHKラジオイタリア語講座（入門編・応用編）の講師を2001年から2009年まで務める。
1992年以後、多摩美術大学で教鞭を執るかたわら、日伊協会、朝日カルチャーセンター、NHK文化センターなどで美術史とイタリア語の講座を担当している。定期的にフィレンツェに滞在し、原資料に基づいた研究活動を続けている。

## 人物
高校・大学時代はサッカー部に所属。留学先のフィレンツェでは地元のサッカー・チーム「ACFフィオレンティーナ」の練習場の近くに下宿するほどの熱心なサッカー・ファンでもある。

## 著作

### 単著
語学テキスト
- 『イタリア語[決まり文句]600』語研、1995年
- 『初めて学ぶイタリア語』語研、1998年
- 『快速マスター　イタリア語』語研、2013年（2022年改訂版）

美術書
- 『イタリア・ルネサンス美術館』東京堂出版、2011年
- 『図説　イタリア・ルネサンス美術史』河出書房新社、2015年

### 共著
語学テキスト
- 「基礎をしっかり固めるステップ100」『NHKラジオ イタリア語講座』日本放送出版協会、　2001年
- 「イタリア語で"聴く"ルネサンスの名画」　『NHKラジオ イタリア語講座』日本放送出版協会、　2004年

美術書
- 『KATSUHIKO HIBINO 日比野克彦作品集』（日比野との共著、テキストを担当）小学館、1993年
- 「マザッチョの新様式がもたらした動揺 - 1420年代のマゾリーノの様式変遷」『イタリア・ルネサンス美術論』東京堂出版、2000年
- 「レオナルドの絵画・素描」『レオナルド・ダ・ヴィンチの世界』東京堂出版、2007年
- 「教皇シクストゥス4世とロレンツォ・デ・メディチ　―ボッティチェッリの《キリストの誘惑》に隠された同時代的テーマ」『イメージとパトロン』ブリュッケ、 2009年
- 「ラファエッロ《キリストの埋葬》―若きラファエッロが巨匠レオナルドから吸収したこと」『祭壇画の解体学』ありな書房、 2010年
- 「《ラオコオン》―ルネサンスを変えた古代彫刻の発見」『彫刻の解剖学』ありな書房、 2010年
- 「キリスト伝とモーセ伝連作　装飾プログラムと図像の問題」『システィーナ礼拝堂を読む』河出書房新社、2013年
- 「美術作品を通して人間とは何かを考える仕事　―美術史を生業にして」『芸術の授業』弘文堂、2016年
- 「署名の間の装飾におけるイメージ・ソース　―プラトンとダンテ」『ラファエロ　作品と時代を読む』河出書房新社、2017年
- 『ルネサンス超入門』枻出版社（解説を担当）、2017年

### 翻訳
- サラ・エリオット　『イタリア・ルネサンス絵画』西村書店、　1994年
- オルネッラ・カザッツァ『マザッチョ』東京書籍、1994年
- グレン・アンドレス、ジョン・ハニサク、リチャード・ターナー『フィレンツェの美術』日本放送出版協会（共訳）、1998年
- チャールズ・ニコル『レオナルド・ダ・ヴィンチの生涯　飛翔する精神の軌跡』白水社（共訳）、2009年

### 寄稿・コラム
- 「幸せになるための第一歩」　『モナリザ・スマイル（公式パンフレット）』、2003年
- 「イタリア・ルネサンス絵画史入門」（連載） 『CRONACA（日伊協会会報）』日伊協会、2003年 - 2016年
- 「天と地の出会い～『ZED』に込められたメッセージ」『ZED  シルク・ドゥ・ソレイユ （公式パンフレット）』、2010年
- 「イタリア・ルネサンスとは何か？ーイタリア・ルネサンス絵画入門」『一個人』2013年4月号 、KKベストセラーズ
- 「イタリアの聖堂装飾」（連載）　『CRONACA（日伊協会会報）』日伊協会、2017年 -
- 「ルネサンスにおけるイリュージョンによる効果」『紫明』第51号、2022年10月
- 「知識で見る西洋美術」（連載）『トイビト』  2023年 - [1]
- 対談『造形作家玉田多紀　ダンボール物語』求龍堂、2023年

## 主要論文
- "Per una rilettura dei mosaici della Scarsella del Battistero fiorentino: Lo stato di conservazione", Arte Medievale, pp.69-90, 1992, Roma.
- 「フィレンツェ洗礼堂のモザイク装飾ー創世記サイクルの図像に関する一考察」　『日伊文化研究』30号（pp.3-20)、 1992年
- 「フィレンツェ洗礼堂スカルセッラ天井モザイク装飾の図像プログラム」　『多摩美術大学紀要』第12号  (pp.52-66)、 1997年